# Rainbow Bridge
Il Rainbow Bridge (レインボーブリッジ?, Reinbō Burijji) è un ponte sospeso situato a Tokyo, nel quartiere di Minato. Attraversa la parte settentrionale della Baia di Tokyo, tra il quartiere Shibaura e l'isola artificiale di Odaiba. La sua costruzione iniziò nel 1987 e si concluse nel 1993, quando il 27 agosto fu aperto al pubblico. È lungo 798 metri e la campata maggiore misura 580 metri, è largo 49 metri e la strada si trova a 52 metri dal livello del mare, anche se le torri raggiungono un'altezza di 126 metri. Il nome ufficiale è Shuto Kōsoku Jūichi-gō Daiba-sen Tōkyō-kō Renraku Kyō (首都高速11号台場線・東京港連絡橋（臨港道路）?) ma il nome Rainbow Bridge, abbreviato in RB, entrò rapidamente nel linguaggio colloquiale.
Le torri del ponte sono bianche e si armonizzano con la skyline di Tokyo vista da Odaiba; luci colorate, situate sui cavi, le illuminano di varie tonalità grazie all'energia immagazzinata durante il dì con la luce solare.

## Uso

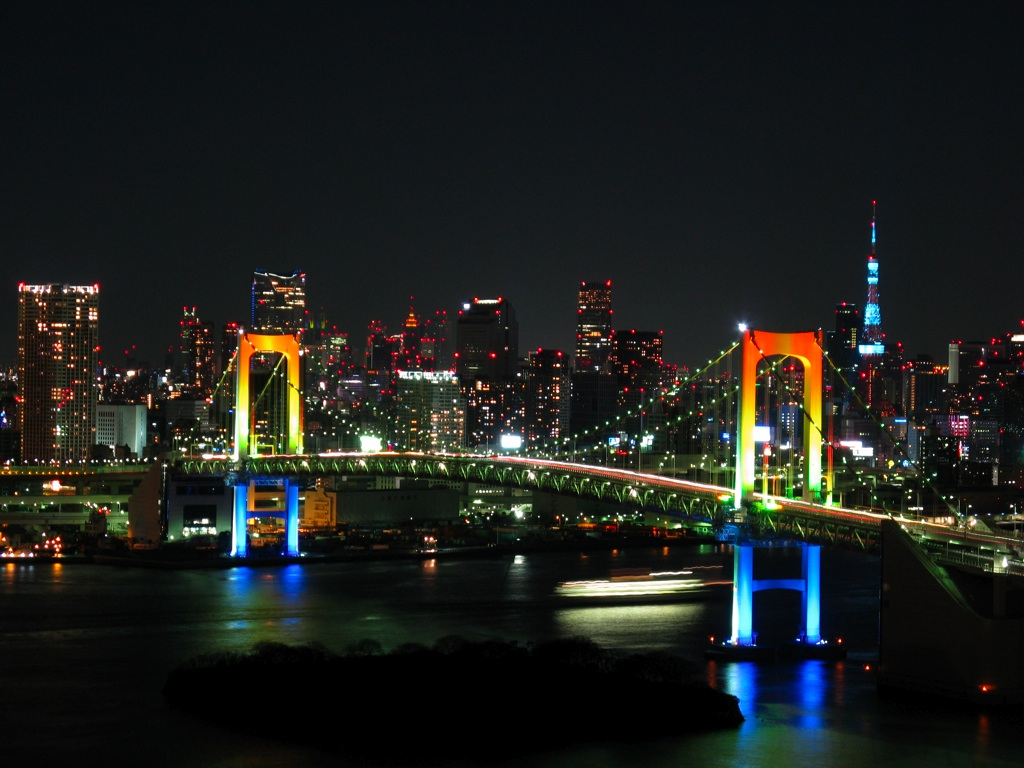
Il Rainbow Bridge colorato di arcobaleno la notte.

Il ponte è diviso in due parti ed ha complessivamente tre linee di trasporto: la Shuto Kōsoku Dōro, usata dalle macchine, si trova nella parte superiore mentre in quella inferiore viaggia la Metropolitana Yurikamome e di lato ad essa sono posti i percorsi pedonali, inoltre al centro della parte inferiore c'è anche la strada 482 della prefettura di Tokyo, un tempo a pagamento. Non può essere attraversato da biciclette o da motociclette di cilindrata minore o uguale a 50 cm³.
I pedoni possono transitare sia sul lato a nord, dal quale sono visibili il porto di Tokyo e la Tokyo Tower, sia sul lato sud, dove si possono osservare la baia di Tokyo e talvolta il Fuji, accedendo dalla stazione di Tamachi o dalla stazione di Shibaura-futō; il transito ai pedoni è permesso dalle 9 alle 21 in estate e dalle 10 alle 18 in inverno.

## Il ponte nella finzione
Il ponte è stato rappresentato in diverse opere di finzione:
- Kanojo o mamoru gojūichi no hōhō
- Godzilla vs. Mechagodzilla
- Godzilla vs. Megaguirus
- Godzilla: Tokyo S.O.S.
- Odoru daisōsasen THE MOVIE 2: Rainbow Bridge o fūsaseyo
- Digimon Adventure
- Shutokō Battle series
- Wangan Midnight
- Nihon chinbotsu
- Baburu e go!! Taimu mashin wa doramu-shiki
- Getsumento heiki Mina
- Tokkei Winspector
- Tokusou Exceedraft
- Yōgisha muroishingji
- Patlabor
- Messengers
- Kochira Katsushika-ku Kameari Kōen-mae Hashutsujo
- Jutēmu - Watashi wa kemono
- Birdy the Mighty DECODE
- Tokyo Magnitude 8.0
- X/1999
- Pokémon Nero e Bianco (il Ponte Freccialuce di Austropoli è ispirato al Rainbow Bridge e al Ponte di Brooklyn di New York)